# Nemolecanium graniformis
Nemolecanium graniformis är en insektsart som först beskrevs av Wunn 1921.  Nemolecanium graniformis ingår i släktet Nemolecanium och familjen skålsköldlöss. Inga underarter finns listade i Catalogue of Life.